# Käthe Ephraim Marcus
Pour les articles homonymes, voir Marcus.
Käthe Ephraim Marcus (ou Kathe Ephraim-Marcus, Kaethe ; née Ephraim en 1892 à Wrocław et morte en 1970 à Ramat Gan) est une peintre et sculptrice germano-israélienne.

## Biographie
Marcus a étudié dans les écoles d'art de Karlsruhe et Wrocław (alors Breslau) entre 1911 et 1912. En 1913, elle a étudié avec Lovis Corinth et Max Beckmann,.
Son mari, le Dr Joseph Marcus (1886-1961), était un haut fonctionnaire du gouvernement à Breslau et un organisateur sioniste,,. Le couple s'est probablement rencontré par l'intermédiaire du groupe de randonneurs sioniste « Blau-Weiss » à Breslau. Ils se sont mariés en 1917.
Käthe Ephraim Marcus a rencontré Käthe Kollwitz en 1920 à Berlin et a été influencée par sa figuration expressionniste.
Elle a passé 1925 à Paris à l'Académie de la Grande Chaumière et dans l'atelier d'André Lhote. En 1932, un journal juif autrichien a publié un article qui la décrivait comme surtout célèbre pour son travail pour les livres pour enfants, dans lequel elle représentait la lutte des enfants pour comprendre le monde dans des compositions équilibrées et des harmonies de couleurs.
En 1934, elle a émigré avec son mari en Palestine mandataire, après avoir passé 1933 en Angleterre,.
En 1947, Marcus a été expulsée de son atelier de Jérusalem par les Britanniques; une grande partie de ses premières œuvres ont été détruites. En 1948, elle a été évacuée à Ramat Gan.
Marcus a fait l'objet de nombreuses expositions personnelles et rétrospectives des années 1960 aux années 1980. Son art est également apparu dans de grandes expositions collectives de l'art israélien dans les principaux musées de Tel Aviv et de Jérusalem. Ses peintures sont devenues une partie du canon de l'art israélien, et en particulier de l'art féministe israélien. Son art se caractérise, selon les mots d'un critique, par « une atmosphère de mélancolie, de solitude et d'aliénation. Elle a souvent peint des portraits de mères et des enfants, de femmes déconcertées et solitaires dans des environnements hostiles, de nouveaux immigrants et de camps de transit. »
En 1961, elle a publié un livre intitulé Out of My Life.
Elle est morte en 1970 à Ramat Gan, en Israël.